# Minneapolis Bruins
I Minneapolis Bruins sono stati una squadra di hockey su ghiaccio della con sede nella città di Minneapolis, nello Stato del Minnesota. Nacquero nel 1963 e disputarono la Central Hockey League fino al loro scioglimento giunto nel 1965. Nel corso delle stagioni furono affiliati ai Boston Bruins.

## Storia
Nel 1963 le sei franchigie della National Hockey League decisero di fondare una nuova lega di sviluppo, la Central Hockey League e una di esse, i Boston Bruins, scelsero come sede della loro squadra la città di Minneapolis in Minnesota fondando i Minneapolis Bruins. Fino a quell'anno i Bruins avevano come farm team i Kingston Frontenacs, formazione della Eastern Professional Hockey League.
L'esperienza dei Minneapolis Bruins durò però solo due stagioni, al termine delle quali la franchigia fu trasferita a Oklahoma City cambiando il proprio nome in Oklahoma City Blazers. Fu per questo motivo che nella stagione 1965-1966 i St. Paul Rangers, rimasti l'unica squadra del Minnesota, cambiarono il proprio nome in Minnesota Rangers.

### Affiliazioni
Nel corso della loro storia i Minneapolis Bruins sono stati affiliati alle seguenti franchigie della National Hockey League:
- Boston Bruins: (1963-1965)

## Record stagione per stagione
| Minneapolis Bruins |     |    |    |    |   |    |     |     |    |                                 |
| 1963-64            | CHL | 72 | 36 | 29 | 7 | 79 | 294 | 270 | 3° | perde semifinali (Omaha) 1-4    |
| 1964-65            | CHL | 70 | 36 | 27 | 7 | 79 | 239 | 193 | 3° | perde semifinali (St. Paul) 1-4 |

## Record della franchigia

### Singola stagione
Gol: 50  Jeannot Gilbert (1963-64)
Assist: 57  Rudy Panagabko (1964-65)
Punti: 100  Jeannot Gilbert (1963-64)
Minuti di penalità: 136  Don Awrey (1963-1964)

### Carriera
Gol: 56  Gerry Ouellette
Assist: 92  Jean-Paul Parisé
Punti: 139  Gerry Ouellette
Minuti di penalità: 183  Jean-Paul Parisé
Partite giocate: 142  Jean-Paul Parisé

## Palmarès

### Premi individuali
- CHL Most Valuable Player Award: 2

Jeannot Gilbert: 1963-1964
Cesare Maniago: 1964-1965